# Penion ormesi
Penion ormesi är en snäckart som först beskrevs av Powell 1927.  Penion ormesi ingår i släktet Penion och familjen valthornssnäckor. Inga underarter finns listade i Catalogue of Life.